# ケープレル・ラヴェラン・リマ・フェレイラ
ペペ (Pepe) こと、ケープレル・ラヴェラン・リマ・フェレイラ（Képler Laveran Lima Ferreira, 1983年2月26日 - ）は、ブラジル・アラゴアス州マセイオ出身の元サッカー選手。現役時代のポジションはディフェンダー（センターバック）。
2007年にポルトガルへ帰化し、ポルトガル代表としてUEFA欧州選手権に5度、FIFAワールドカップに4度出場している。欧州選手権では、3大会連続で優秀選手に選出された。
高いテクニックとポジショニングセンス、速さと強さを兼ね備える。

## クラブ経歴

### CSマリティモ、FCポルト時代
地元のクラブであるSCコリンチャンス・アラゴアーノのユースで育つ。18歳の時にポルトガルのCSマリティモと契約。2002-03シーズンにトップチームに昇格。アナトリー・ブイショヴェツ監督の信頼を得て複数のポジションで起用された。翌2003-04シーズンの開幕前にはスポルティング・クルーベ・デ・ポルトゥガルへの移籍が浮上し、2週間に渡りスポルティングの練習に参加した。しかし、両チームが合意に至らなかったため、もう1シーズンの間、マリティモでプレーした。
2004年夏、100万ユーロとトネルら3選手とのトレードでFCポルトへ移籍。契約条項にはペペの将来の移籍の際には移籍金の20%をマリティモが受け取るという条件も含まれた。移籍初年度こそ出場機会に恵まれなかったが、コー・アドリアーンセが監督に就任した2年目以降はチームの主力に成長。攻撃的な3-4-3システムにおける守備の要としてプレーし、スーペル・リーガ連覇とタッサ・デ・ポルトガル優勝に貢献した。

### レアル・マドリード時代
2007年7月10日、移籍金3000万ユーロでレアル・マドリードに移籍し5年契約を結び、自身のアイドルの一人であるロベルト・カルロスが現役時代にレアル・マドリードで付けていたものである背番号3番が与えられた。当時は選手としてほぼ無名であり、高額な移籍金に批判が集中した。しかし移籍1年目からセンターバックとしてイタリア代表のファビオ・カンナヴァーロらと最終ラインを形成し、スペイン代表のセルヒオ・ラモスが右サイドバックとしてプレーすることを可能にした。
2009年4月21日のヘタフェCF戦で競り合った際に倒れたハビエル・カスケーロの脚と背中を蹴り、一発退場処分を受ける。同僚のイケル・カシージャスからも「クレイジーだ」と批判されたこのプレーで、ペペは10試合の出場停止処分を科された。これにより、シーズンの残り6試合に加え、翌シーズンの最初の4試合も出場できないこととなった。処分後、ペペは「なぜあんなことをやったのか覚えていない。今は人生で最もつらい時期だ。必要があれば引退も考えている」と語った。
2009-10シーズンは出場停止が明けた10月のセビージャFC戦で復帰し、グティのフリーキックからレアル・マドリード移籍後初得点も挙げた。しかし、12月に行われたバレンシアCFとの試合で右膝の前十字靭帯を断裂。全治半年と診断され、残りのシーズンを棒に振った。

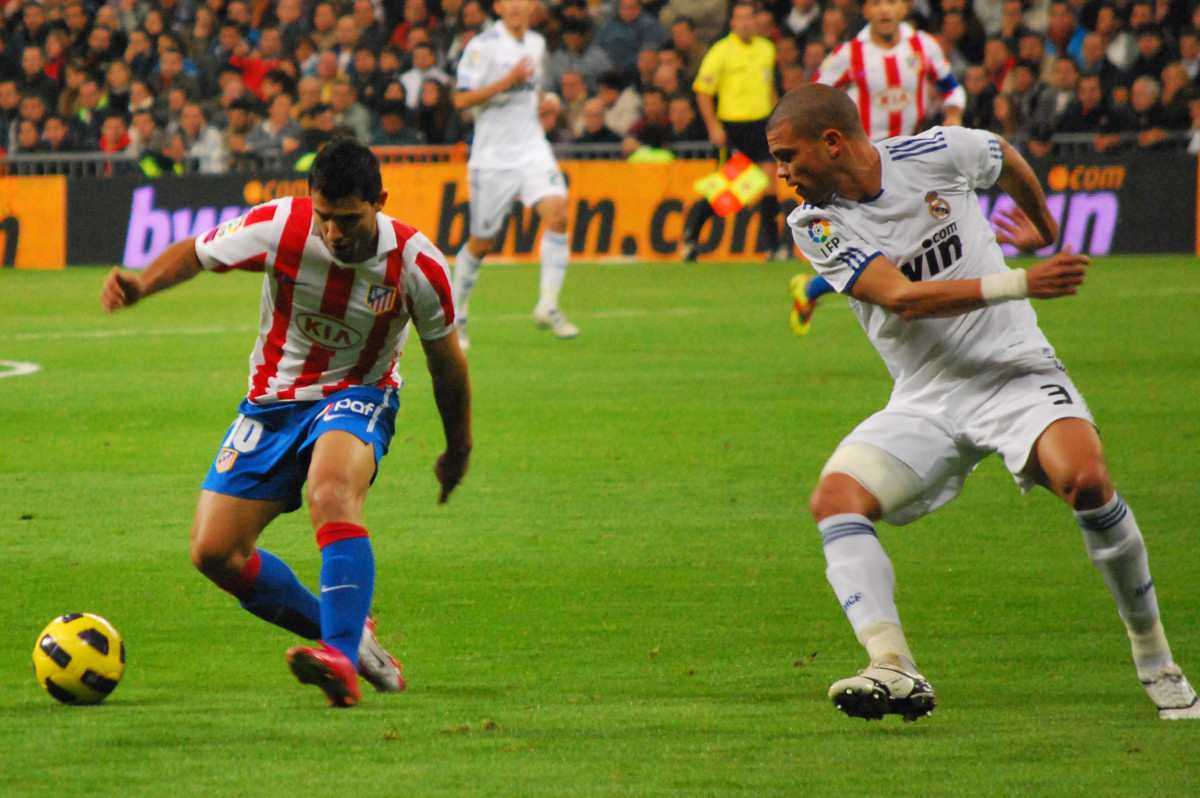
マドリードダービーにてセルヒオ・アグエロをマークするペペ (2010年)

怪我から復帰した2010-11シーズンは、代表でも共にプレーしている新加入のリカルド・カルヴァーリョとセンターバックのコンビを組み、安定したディフェンスを見せた。
これまでの実績を評価し、クラブは契約期間の延長交渉に入るが、年俸を巡って交渉が難航。一時はマンチェスター・ユナイテッドFCやインテルが獲得に興味を持っていると報じられたほか、ガゼッタ・デロ・スポルトはレアル・マドリードがユヴェントスFCのジョルジョ・キエッリーニに関心を持っていると報じた。最終的にはセンターバックの選手として世界で6番目に高額な年俸400万ユーロで2015年まで契約を延長した。
2011年4月に行われたエル・クラシコ4連戦では守備的MFとしてプレー。16日のリーグ戦、20日のコパ・デル・レイ決勝ではリオネル・メッシを徹底マークし、効果的な働きをみせた。続くUEFAチャンピオンズリーグ準決勝1stレグでも着実に攻撃の芽を摘むが、後半にダニエウ・アウヴェスへのファールで退場処分を受け、その後の2失点によりチームは敗退。試合後、この判定は物議を醸した。
2013-14シーズンは、キャリアで初めてとなるUEFAチャンピオンズリーグ優勝を達成、センターバックでコンビを組んだラモスとともに大会優秀選手に選ばれた。同シーズンはESMから欧州年間ベストイレブンにも選出された。
2017年、2年の契約延長を望んでいたペペに対し、レアル・マドリードは1年の契約延長を提示したため契約延長交渉が難航。マンチェスター・シティFCやパリ・サンジェルマンFCなど複数のビッグクラブのほか、マヌエル・ペレグリーニが率いる中国リーグの河北華夏への移籍が噂された。2017年6月6日、自身のインスタグラムにおいて、2016-17シーズンをもって10年間在籍したレアル・マドリードを退団することを発表した。

### ベシクタシュJK時代
唯一2年契約でオファーを出したベシクタシュJKへフリー移籍。背番号は5番に決まり、年俸は950万ユーロとされている。8月13日のアンタルヤスポル戦でトルコリーグデビュー。
2018年12月、ベシクタシュの財政難によりペペを含めた数人の選手の給与支払いが不可能となったことから契約解除が成立。ペペはクラブの維持、ユニフォーム、調理スタッフのために高額の現金が入った封筒を置き土産にした。

### FCポルト復帰と引退
2019年1月8日、古巣のFCポルトと2021年6月までの2年半契約を結んだ。ダニーロ・ペレイラ移籍後はキャプテンを務める。
2023年11月7日、UEFAチャンピオンズリーグのロイヤル・アントワープ戦でゴールを挙げたが、40歳254日でのゴールはUEFAチャンピオンズリーグ史上最年長ゴールとなった。 
2024年8月9日、現役引退を発表した。「自分の道を歩み続けるための知恵を与えてくれた神に感謝したい。自分の仕事ができるように投資し、僕を信じてくれたすべての会長たちへの感謝は尽きない。また、僕がプレーしたすべてのクラブの従業員にも感謝したい。彼らはクラブと代表チームの魂であり、エッセンスなのだ。僕を日々成長させ、競争させてくれたチームメイト、コーチたちにも感謝したい」とコメントし、長いプロのキャリアに終止符を打った。

## 代表経歴

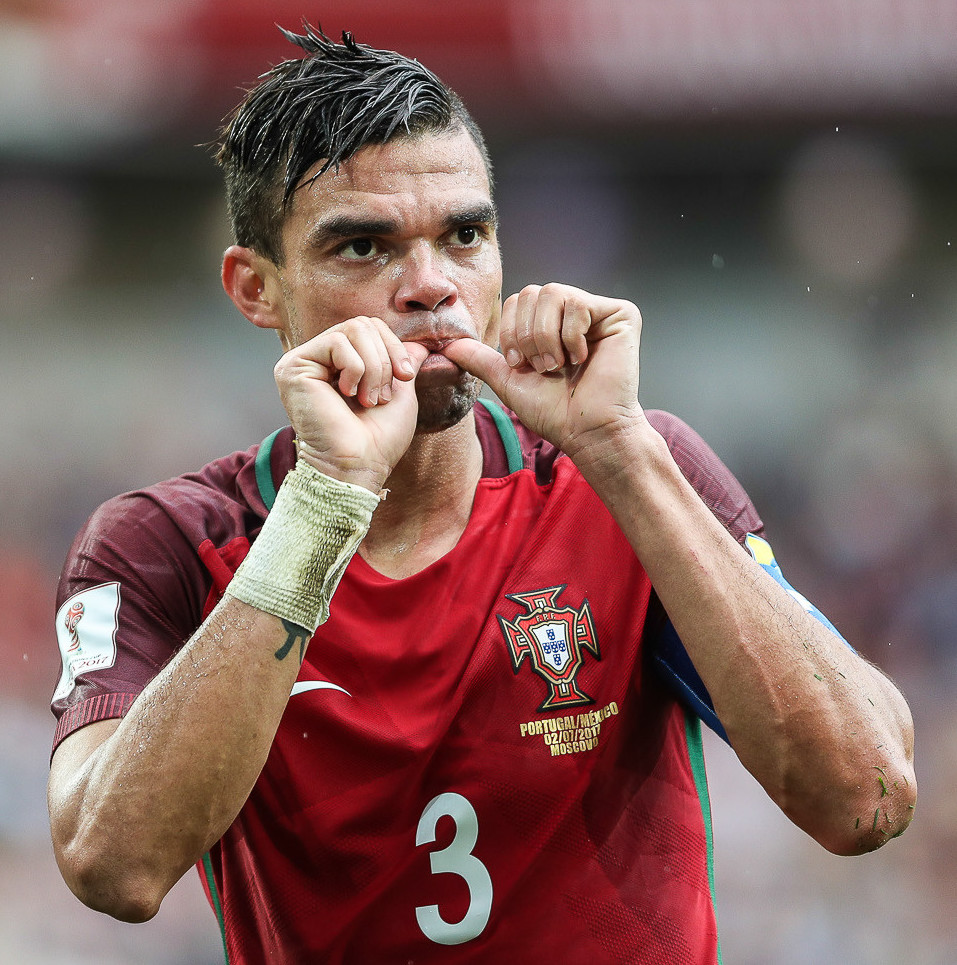
ポルトガル代表でのペペ (2017年)

2007年夏にポルトガル国籍を取得、9月8日のポーランド戦、並びに9月12日のセルビア戦でポルトガル代表に初選出された。EURO 2008ではポルトガル代表メンバーに選出され、初戦のトルコ戦で見事初ゴールを決めた。ポルトガル代表はベスト8に終わるも、ペペ自身は大会選定の優秀選手に選ばれるなど活躍を見せた。
2010 FIFAワールドカップでは、監督のカルロス・ケイロスにより守備的ミッドフィールダーとして起用された。
EURO 2012ではブルーノ・アルヴェスとともにCBを務め、全5試合にフル出場。準々決勝のチェコ戦、準決勝のスペイン戦では無失点に抑え、自身も大会通算でわずか2回のファールしか与えず、デンマーク戦では先制点を挙げるなど高いパフォーマンスをみせ、2大会連続で大会選定の優秀選手に選ばれた。
2014 FIFAワールドカップでは、6月17日に行われたグループリーグ初戦のドイツ戦でトーマス・ミュラーに対する頭突き行為でレッドカードを食らい、一発退場となってしまった。
EURO 2016にも出場。負傷のため準決勝のウェールズ戦には欠場したが、決勝のフランス戦ではフル出場しマン・オブ・ザ・マッチに選ばれた。チームは優勝を果たし、自身も3大会連続で大会ベストイレブンに選出された。
2018 FIFAワールドカップでも本大会メンバーに選出され、決勝トーナメント1回戦のウルグアイ戦で一時同点となるゴールを決めたが、試合には敗れベスト16に終わった。
2022 FIFAワールドカップでは、グループリーグ途中から怪我人が出たことでスタメン起用されると、決勝トーナメント1回戦のスイス戦で決勝ゴールを奪って16年振りのベスト8進出を決めた。
2024年、UEFA EURO 2024、グループリーグ初戦のチェコとの対戦に出場、41歳と113日での出場は大会最年長記録となった。
なお、祖国のブラジル代表としては各ユース世代を含めて試合への出場経験はない。

## エピソード
- 尊敬するディフェンダーはフェルナンド・イエロ、アントニオ・カルロス、リカルド・ゴメス[3]。
- スパイクを買う余裕すらない貧しい家庭に育つが、彼が14歳の頃父親にアンブロの「スペシアーリ」を買ってもらって以来、今に至るまでずっと履き続けている。本人曰く、「今でも新品を手にすると、親父に初めて買ってもらった時のようにワクワクする」とのことで、「これからも絶対に手放せない」と語っている[31]。
- 2009年4月21日のヘタフェCF戦[32]、2011年9月18日のレバンテUD戦[33]、2012年1月18日のFCバルセロナ戦[34]など、暴力行為をピッチ上で頻繁に繰り返すことが問題視されている。しかしキャリア晩年は改善傾向にあり、クリーンな守備を見せることも多い[35]。

## 個人成績
| クラブ             | リーグ                   | シーズン | 背番号 | リーグ戦 | リーグ戦 | カップ戦 | カップ戦 | 欧州カップ戦 | 欧州カップ戦 | その他 | その他 | 期間通算 | 期間通算 |
| クラブ             | リーグ                   | シーズン | 背番号 | 出場     | 得点     | 出場     | 得点     | 出場         | 得点         | 出場   | 得点   | 出場     | 得点     |
| ------------------ | ------------------------ | -------- | ------ | -------- | -------- | -------- | -------- | ------------ | ------------ | ------ | ------ | -------- | -------- |
| CSマリティモ       | スーペル・リーガ         | 2001-02  |        | 4        | 0        | 0        | 0        | 0            | 0            | 0      | 0      | 4        | 0        |
| CSマリティモ       | スーペル・リーガ         | 2002-03  |        | 29       | 2        | 0        | 0        | -            | -            | 0      | 0      | 29       | 2        |
| CSマリティモ       | スーペル・リーガ         | 2003-04  |        | 30       | 1        | 1        | 0        | -            | -            | 0      | 0      | 31       | 1        |
| CSマリティモ       | スーペル・リーガ         | 通算     |        | 63       | 3        | 1        | 0        | 0            | 0            | 0      | 0      | 64       | 3        |
| FCポルト           | スーペル・リーガ         | 2004-05  | 7      | 15       | 1        | 1        | 0        | 5            | 0            | 1      | 0      | 22       | 1        |
| FCポルト           | スーペル・リーガ         | 2005-06  | 14     | 24       | 1        | 4        | 0        | 5            | 2            | 0      | 0      | 33       | 3        |
| FCポルト           | スーペル・リーガ         | 2006-07  | 14     | 25       | 4        | 0        | 0        | 8            | 0            | 1      | 0      | 34       | 4        |
| レアル・マドリード | プリメーラ・ディビシオン | 2007-08  | 3      | 19       | 0        | 1        | 0        | 3            | 0            | 2      | 0      | 25       | 0        |
| レアル・マドリード | プリメーラ・ディビシオン | 2008-09  | 3      | 26       | 0        | 0        | 0        | 5            | 0            | 1      | 0      | 32       | 0        |
| レアル・マドリード | プリメーラ・ディビシオン | 2009-10  | 3      | 10       | 1        | 1        | 0        | 6            | 0            | 0      | 0      | 17       | 1        |
| レアル・マドリード | プリメーラ・ディビシオン | 2010-11  | 3      | 26       | 1        | 4        | 0        | 8            | 0            | 0      | 0      | 38       | 1        |
| レアル・マドリード | プリメーラ・ディビシオン | 2011-12  | 3      | 29       | 1        | 5        | 0        | 9            | 0            | 2      | 0      | 45       | 1        |
| レアル・マドリード | プリメーラ・ディビシオン | 2012-13  | 3      | 28       | 1        | 2        | 0        | 11           | 1            | 1      | 0      | 42       | 2        |
| レアル・マドリード | プリメーラ・ディビシオン | 2013-14  | 3      | 30       | 4        | 7        | 1        | 11           | 0            | 0      | 0      | 48       | 5        |
| レアル・マドリード | プリメーラ・ディビシオン | 2014-15  | 3      | 27       | 2        | 1        | 0        | 6            | 0            | 4      | 0      | 38       | 2        |
| レアル・マドリード | プリメーラ・ディビシオン | 2015-16  | 3      | 21       | 1        | 1        | 0        | 9            | 0            | 0      | 0      | 31       | 1        |
| レアル・マドリード | プリメーラ・ディビシオン | 2016-17  | 3      | 13       | 2        | 2        | 0        | 3            | 0            | 0      | 0      | 18       | 2        |
| レアル・マドリード | プリメーラ・ディビシオン | 通算     |        | 229      | 13       | 24       | 1        | 71           | 1            | 10     | 0      | 334      | 15       |
| ベシクタシュJK     | スュペル・リグ           | 2017-18  | 5      | 23       | 2        | 5        | 0        | 6            | 0            | 1      | 0      | 35       | 2        |
| ベシクタシュJK     | スュペル・リグ           | 2018-19  | 5      | 10       | 3        | 0        | 0        | 7            | 2            | 0      | 0      | 17       | 5        |
| ベシクタシュJK     | スュペル・リグ           | 通算     |        | 33       | 5        | 5        | 0        | 13           | 2            | 1      | 0      | 52       | 7        |
| FCポルト           | スーペル・リーガ         | 2018-19  | 33     | 13       | 2        | 3        | 0        | 3            | 0            | 2      | 0      | 21       | 2        |
| FCポルト           | スーペル・リーガ         | 2019-20  | 3      | 25       | 1        | 2        | 0        | 9            | 0            | 1      | 0      | 37       | 1        |
| FCポルト           | スーペル・リーガ         | 2020-21  | 3      | 27       | 2        | 4        | 0        | 6            | 0            | 3      | 0      | 40       | 2        |
| FCポルト           | スーペル・リーガ         | 2021-22  | 3      | 21       | 1        | 3        | 0        | 9            | 0            | 0      | 0      | 33       | 1        |
| FCポルト           | スーペル・リーガ         | 2022-23  | 3      | 24       | 0        | 5        | 0        | 4            | 0            | 3      | 0      | 36       | 0        |
| FCポルト           | スーペル・リーガ         | 通算     |        | 174      | 12       | 22       | 0        | 48           | 2            | 12     | 0      | 257      | 14       |
| 総通算             | 総通算                   |          |        | 499      | 33       | 52       | 1        | 133          | 5            | 22     | 0      | 706      | 39       |

## 代表歴

### 出場大会
- ポルトガル代表
  - 2008年 - UEFA EURO 2008（ベスト8）
  - 2010年 - FIFAワールドカップ（ベスト16）　
  - 2012年 - UEFA EURO 2012（ベスト4）
  - 2014年 - FIFAワールドカップ（グループリーグ敗退）
  - 2016年 - UEFA EURO 2016（優勝）
  - 2017年 - FIFAコンフェデレーションズカップ（ベスト4）
  - 2018年 - FIFAワールドカップ（ベスト16）
  - 2021年 - UEFA EURO 2020（ベスト16）
  - 2022年 - FIFAワールドカップ (ベスト8)
  - 2024年 - UEFA EURO 2024（ベスト8）

### 試合数
- 国際Aマッチ 134試合 8得点（2007年-）[36]

| ポルトガル代表 | 国際Aマッチ | 国際Aマッチ |
| 年             | 出場        | 得点        |
| -------------- | ----------- | ----------- |
| 2007           | 1           | 0           |
| 2008           | 12          | 1           |
| 2009           | 11          | 1           |
| 2010           | 6           | 0           |
| 2011           | 7           | 0           |
| 2012           | 12          | 1           |
| 2013           | 8           | 0           |
| 2014           | 8           | 0           |
| 2015           | 3           | 0           |
| 2016           | 13          | 1           |
| 2017           | 11          | 1           |
| 2018           | 11          | 2           |
| 2019           | 5           | 0           |
| 2020           | 5           | 0           |
| 2021           | 10          | 0           |
| 2022           | 10          | 1           |
| 2023           | 1           | 0           |
| 2024           |             |             |
| 通算           | 134         | 8           |

### 得点
| # | 開催年月日    | 開催地                                                 | 対戦国       | スコア | 結果         | 試合概要                                       |
| - | ------------- | ------------------------------------------------------ | ------------ | ------ | ------------ | ---------------------------------------------- |
| 1 | 2008年6月7日  | ジュネーヴ、スタッド・ドゥ・ジュネーヴ                 | トルコ       | 1-0    | 2-0          | UEFA EURO 2008                                 |
| 2 | 2009年9月9日  | ブダペスト、プシュカーシュ・フェレンツ・シュタディオン | ハンガリー   | 0-1    | 0-1          | 2010 FIFAワールドカップ・ヨーロッパ予選        |
| 3 | 2012年6月13日 | リヴィウ、アリーナ・リヴィウ                           | デンマーク   | 1-1    | 2-3          | UEFA EURO 2012                                 |
| 4 | 2016年9月1日  | ポルト、エスタディオ・ド・ドラゴン                     | ジブラルタル | 5-0    | 5-0          | 親善試合                                       |
| 5 | 2017年7月2日  | モスクワ、スパルタク・スタジアム                       | メキシコ     | 2-1    | 2-1 (延長戦) | FIFAコンフェデレーションズカップ2017 3位決定戦 |
| 6 | 2018年6月30日 | ソチ、フィシュト・オリンピックスタジアム               | ウルグアイ   | 1-1    | 1-2          | 2018 FIFAワールドカップ                        |
| 7 | 2018年9月6日  | ファロ、エスタディオ・アルガルヴェ                     | クロアチア   | 1-1    | 1-1          | 親善試合                                       |
| 8 | 2022年12月6日 | カタール、ルサイル・アイコニック・スタジアム           | スイス       | 2-0    | 6-1          | 2022 FIFAワールドカップ                        |

## タイトル

### クラブ
FCポルト

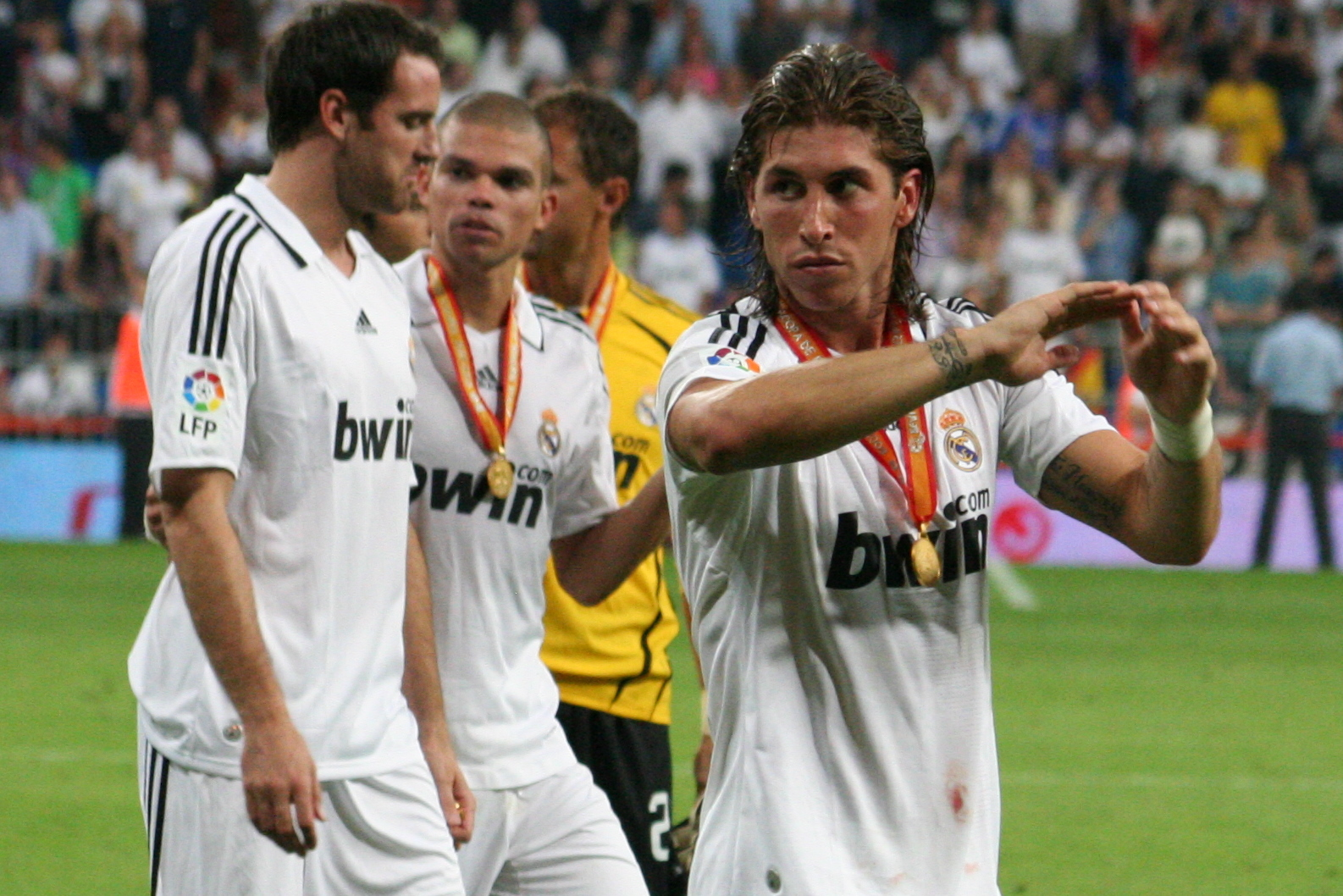
メッツェルダー、ラモスらとリーグ優勝を祝福するペペ (2008年)

- インターコンチネンタルカップ：1回 (2004)
- スーペル・リーガ：4回 (2005-06, 2006-07, 2019-20, 2021-22)
- タッサ・デ・ポルトガル：4回 (2005-06, 2019-20, 2021-22, 2022-23)
- タッサ・ダ・リーガ：1回 (2022-23)
- スーペルタッサ・カンディド・デ・オリベイラ：3回 (2006, 2020, 2022)

レアル・マドリード
- FIFAクラブワールドカップ：2回 (2014, 2016)
- UEFAチャンピオンズリーグ：3回 (2013-14, 2015-16, 2016-17)
- UEFAスーパーカップ：2回 (2014, 2016)
- リーガ・エスパニョーラ：3回 (2007-08, 2011-12, 2016-17)
- コパ・デル・レイ：2回 (2010-11, 2013-14)
- スーペルコパ・デ・エスパーニャ：2回 (2008, 2012)

### 代表
ポルトガル代表
- UEFA欧州選手権：1回 (2016)
- UEFAネーションズリーグ：1回 (2018-19)

### 個人
- EURO UEFA選定大会優秀選手：3回 (2008, 2012, 2016)
- UEFAチャンピオンズリーグ チーム・オブ・ザ・シーズン：1回 (2013-14)
- ESMチーム・オブ・ザ・イヤー：1回 (2013-14)
- CNIDポルトガル最優秀海外アスリート：1回 (2014)